# Tombes de la dinastia Ming
Les Tombes Ming estan situades a uns 50 quilòmetres de Pequín, a la República Popular de la Xina. Hi són enterrats tretze emperadors de la dinastia Ming i 23 emperadrius, cortesans i concubines de la cort.

## Patrimoni de la Humanitat
Es tracta en realitat d'una necròpoli que ocupa una extensió de més de 40 km². El conjunt està situat en una vall, al sud de la muntanya Tianshou. Les tombes es van construir entre els anys 1409 i 1609. Al juliol de 2000 van ser declarades Patrimoni de la Humanitat per la UNESCO, i es va ampliar l'àrea protegida els anys 2003 i 2004. Té una zona de protecció de 338,34 ha i una zona de respecte de 2.365,04 ha.
Aquest lloc s'ha ampliat amb l'addició de tres tombes de la dinastia Qing a les sepultures dels Ming, ja inscrites a la Llista del Patrimoni Mundial els anys 2000 i 2003. Les tres tombes dels emperadors Yǒnglè, Nurhaci i Huang-Taiji, ubicades a la província de Liaoning, van ser construïdes al segle xvii per albergar les despulles mortals dels membres fundadors de la dinastia Qing i els seus avantpassats. Es van construir segons pels preceptes de la geomància tradicional xinesa i la teoria del disseny dels espais vitals (fengshui). Estan magníficament ornades amb estàtues de pedra, baixos relleus i ceràmiques amb motius de dracs, que il·lustren l'auge de l'arquitectura funerària en l'època dels Qing. En les tres tombes, que formen veritables complexos arquitectònics amb les seves múltiples construccions, es barregen els elements tradicionals de les anteriors dinasties regnants a la Xina amb les noves aportacions de la civilització manxú.

## Descripció
La dinastia Ming, fundada per Zhu Yuanzhang (1328-1398), un líder rebel de la Revolta dels turbants vermells que es va proclamar emperador Hongwu, va fundar la seva capital a Nanjing però el 1403 Yongle, el tercer emperador de la dinastia Ming, traslladà la capitalitat a Pequín, i va construir la Ciutat Prohibida, procés que finalitza el 1420, i van construir les seves tombes. La primera va ser la de Yongle el 1409. Durant el període de la dinastia Ming hi havia la creença que, una vegada morta, una persona seguia tenint les mateixes necessitats que quan estava viva. Per això les tombes estan construïdes com si es tractés de palaus, seguint les regles de construcció marcades pel Fengshui. En les tombes s'han trobat més de 3.000 objectes diversos, molts d'ells d'ús quotidià com vestits de seda o adorns fabricats en or, plata o jade o la distintiva porcellana blava i blanca.
Encara que cada emperador dissenyava el seu propi mausoleu, totes les tombes tenen unes característiques estructurals comunes. Consten de tres parts diferents: la primera comprèn els edificis destinats a realitzar els sacrificis; després la torre de les esteles funeràries; finalment el sepulcre, construït sota terra i que quedava segellat després del funeral.
D'entre els tretze mausoleus sobresurt el de l'emperador Zhu Yijun. Va ser el primer que es va desenterrar l'any 1957. No va ser saquejada pels lladres, així que a l'interior s'hi van trobar nombrosos objectes. La tomba està composta per quatre construccions d'entre les quals destaca el sepulcre subterrani, una construcció que ocupa 1.195 m2 i que, al seu torn, està format per cinc palaus construïts en pedra. La construcció està a 27 metres sota el nivell del sòl.
La tomba més gran de tot el conjunt funerari pertany a l'emperador Yongle. En ella, a més de l'emperador, hi està enterrada l'emperadriu Ren Xiaoxi. A uns dos quilòmetres d'aquesta tomba es troben les sepultures de 16 de les seves concubines que van ser triades per acompanyar l'emperador en el seu últim viatge.
L'entrada a les tombes es fa a través del camí sagrat, un passeig de 7,3 km envoltat de 36 escultures de marbre del segle XVI. Les primeres 24 representen animals, reals o fantàstics, i a continuació hi ha 12 estàtues que representen la guàrdia fúnebre d'honor de l'emperador. A l'inici del camí es pot observar una estela de 9 metres d'altura de l'emperador Hongxi. Als seus peus es troba la figura d'una tortuga, símbol de la longevitat. El camí finalitza a la Porta del Drac i el Fènix, de marbre blanc i amb una sèrie de baixos relleus a la  base.

Pintura panoràmica pintada durant el regnat de l'emperador Xuande (1425-1435 dC), mostra l'emperador viatjant a cavall amb una gran escorta a través del camp de la Ciutat Imperial de Beijing cap a les Tombes Ming.

## Llista de les tombes imperials
Les tombes imperials estan en ordre cronològic:
1. Chang Ling ((xinès), 1424), tomba de l'emperador Yongle
2. Xian Ling ((xinès),1425), tomba de l'emperador Hongxi
3. Jing Ling ((xinès), 1435), tomba de l'emperador Xuande
4. Yu Ling ((xinès), 1449), tomba de l'emperador Yingzong
5. Mao Ling ((xinès), 1487), tomba de l'emperador Chenghua
6. Tai Ling ((xinès), 1505), tomba de l'emperador Hongzhi
7. Kang Ling ((xinès), 1521), tomba de l'Emperador Zhengde
8. Yong Ling ((xinès), 1566), tomba de l'Emperador Jiajing
9. Zhao Ling ((xinès), 1572), tomba de l'emperador Longqing
10. Qing Ling ((xinès), 1620), tomba de l'emperador Taichang
11. Dingling ((xinès), 1620), tomba de l'emperador Wanli
12. De Ling ((xinès), 1627), tomba de l'emperador Tianqi
13. Si Ling ((xinès), 1644), tomba de l'Emperador Chongzhen

El emperadors Ming no enterrats en una de les tretze tombes són: Hongwu, Zhu Biao, Jianwen, Jingtai i Zhu Youyuan.

## Galeria d'imatges

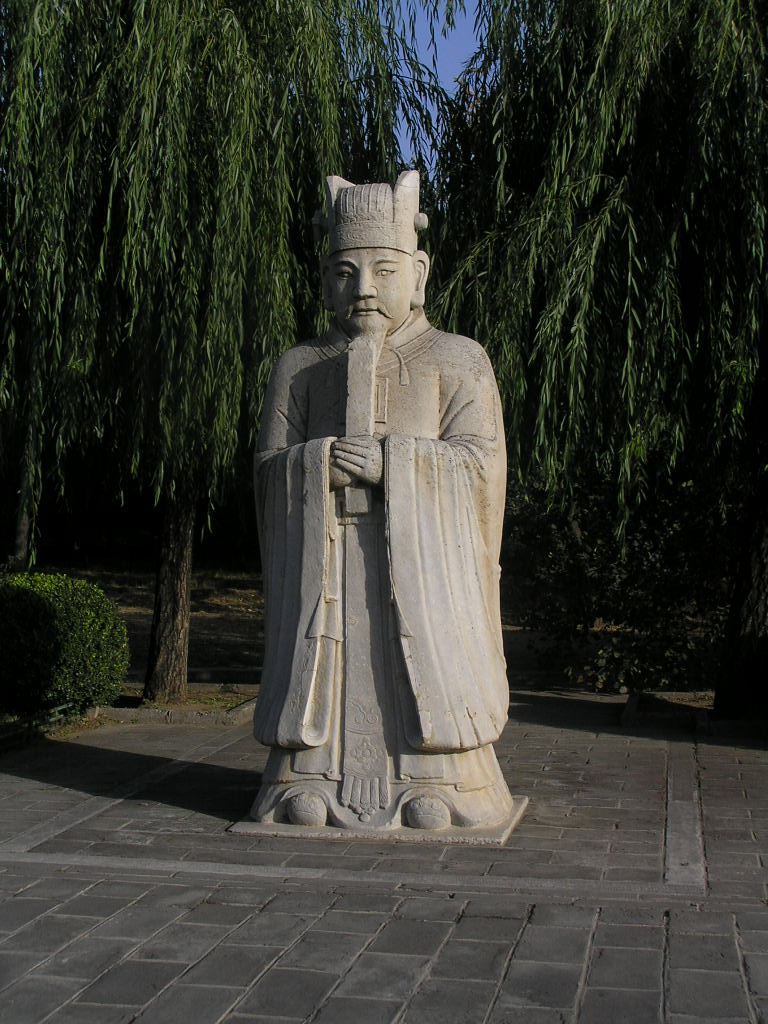
Estàtua
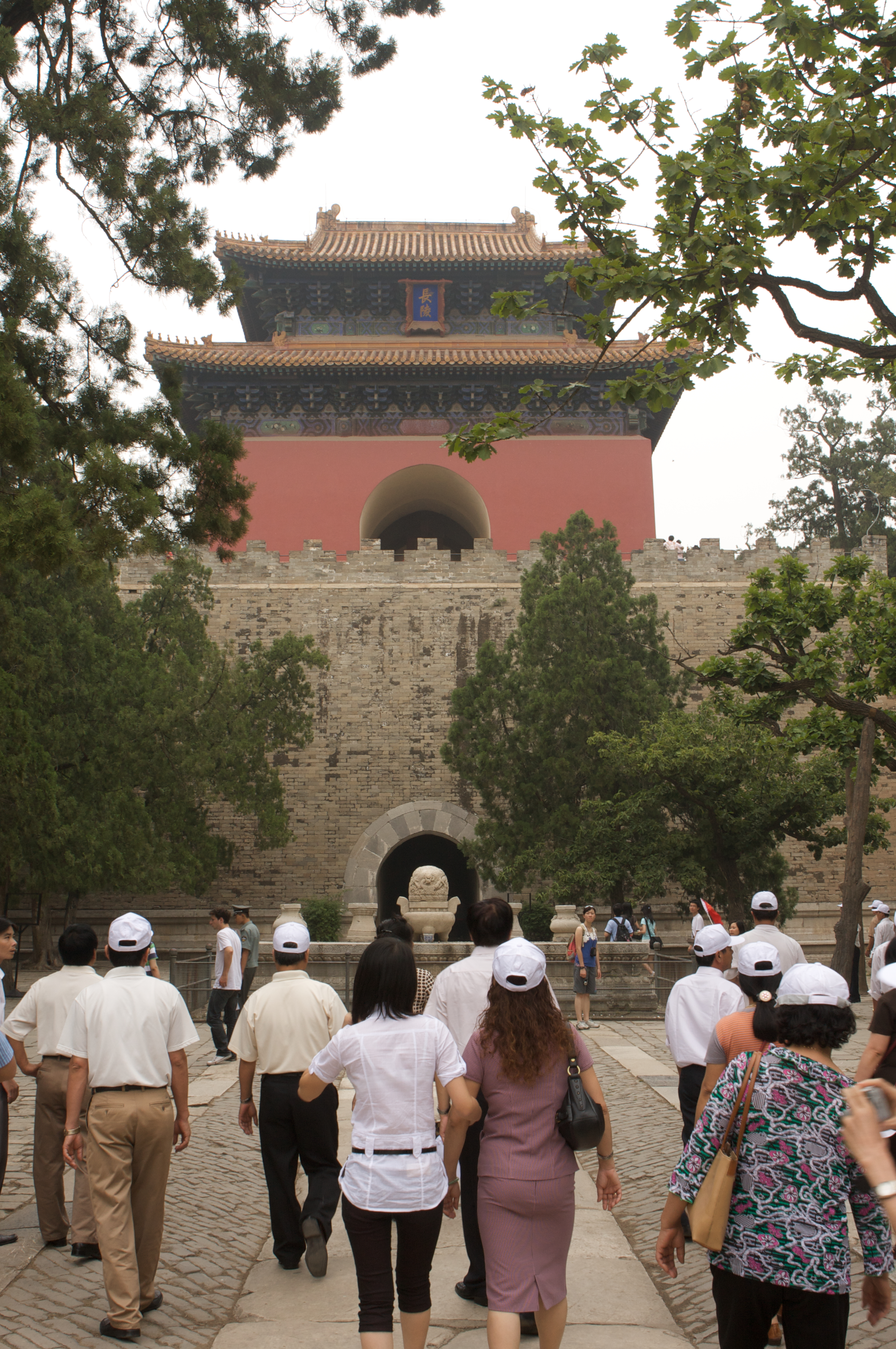
Torre Minglou de la tomba Changling
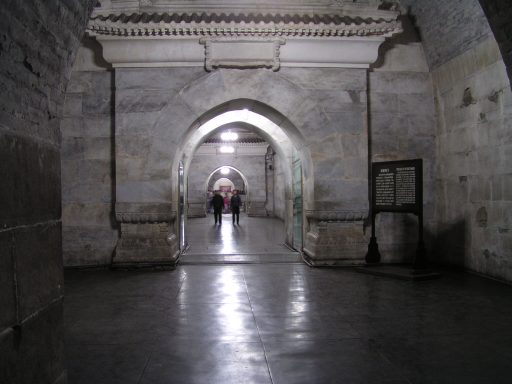
Interior de la tomba Dingling
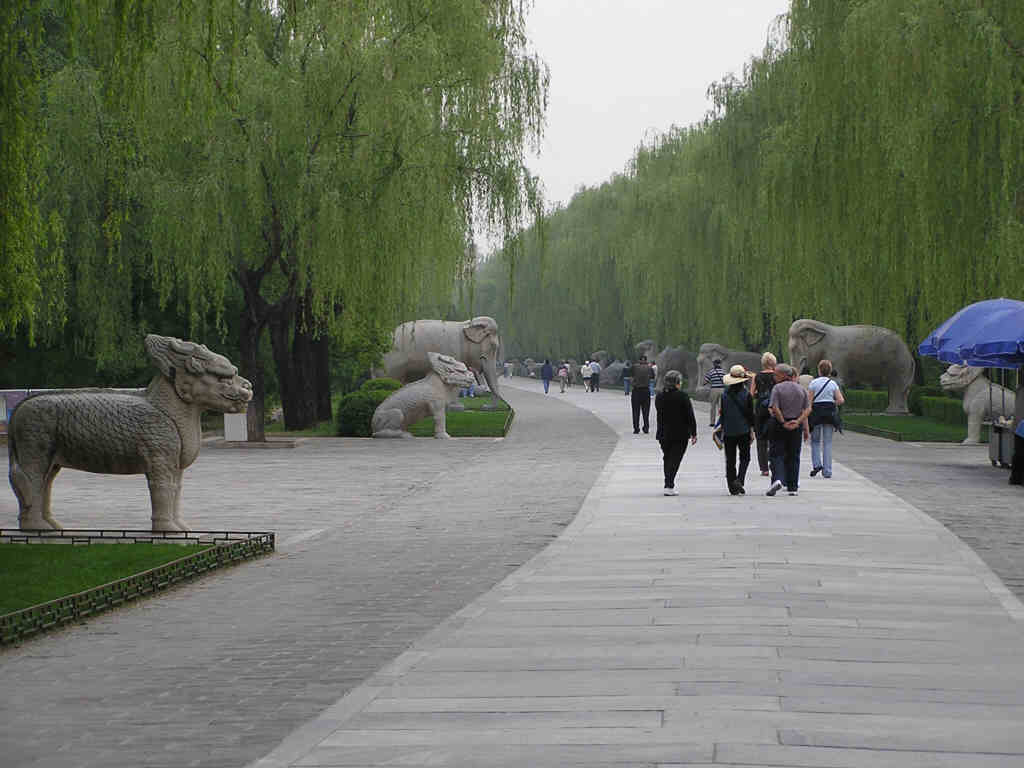
Avinguda dels animals
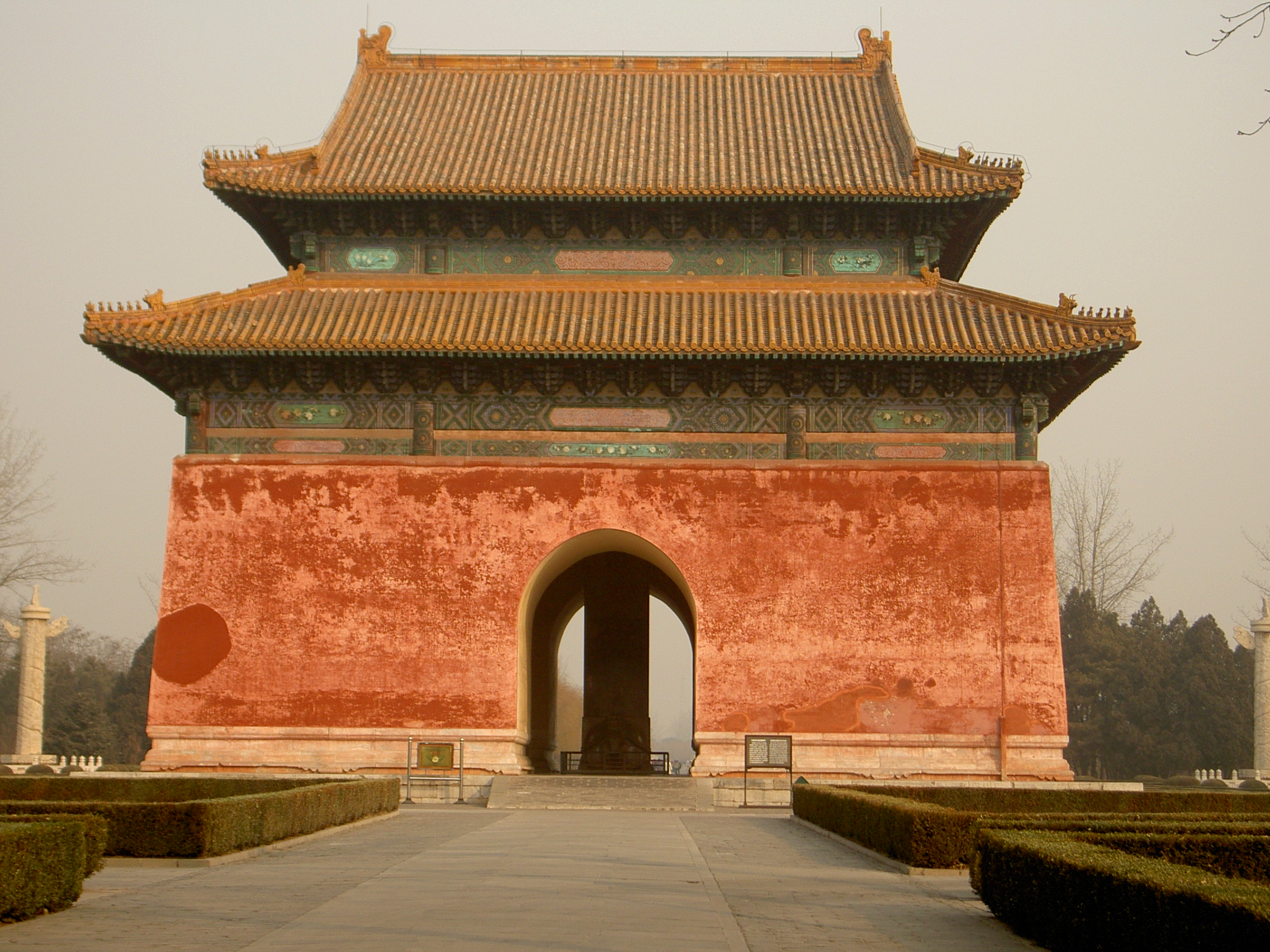
Estela a l'inici del camí sagrat
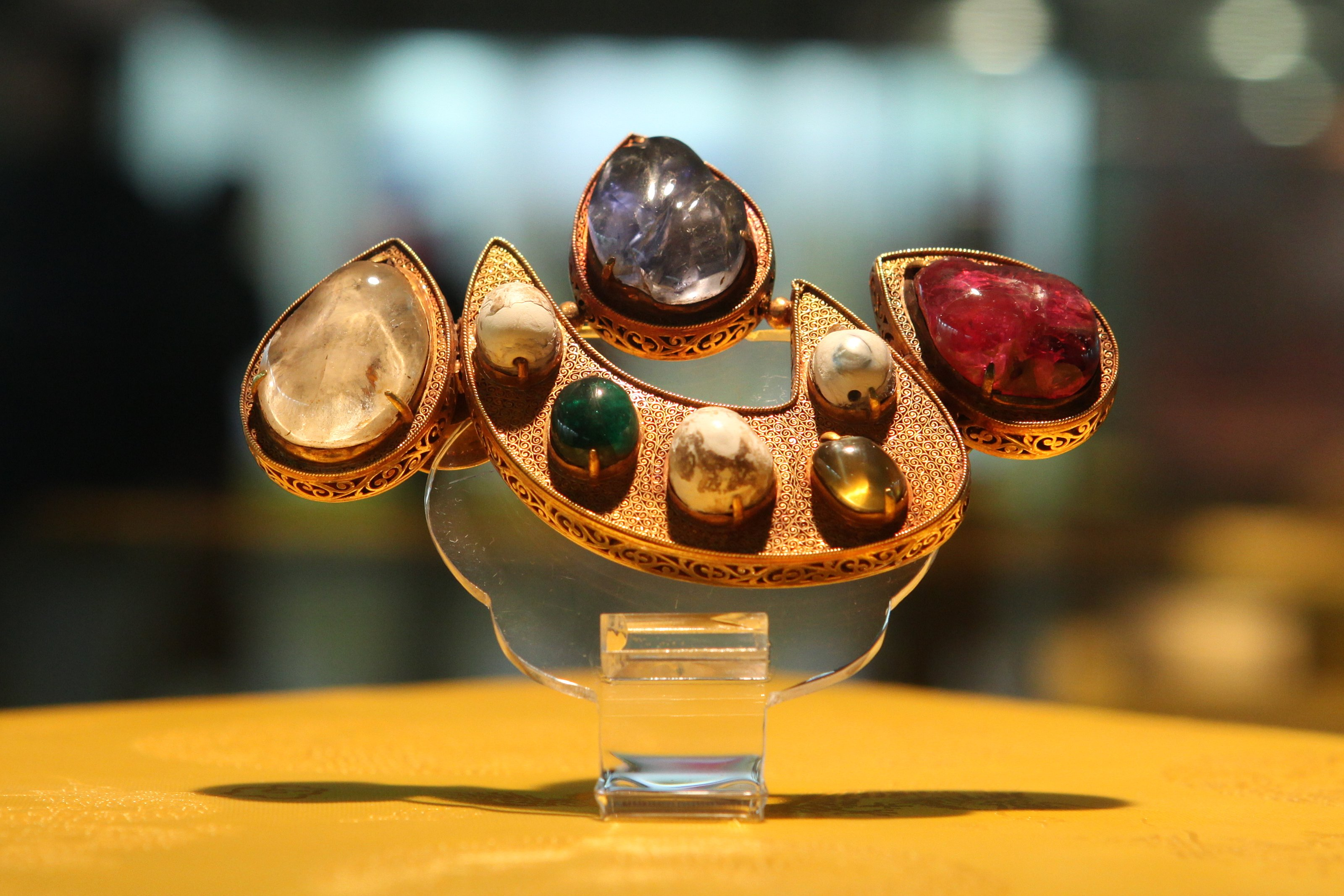
Joia trobada a l'interior de les tombes
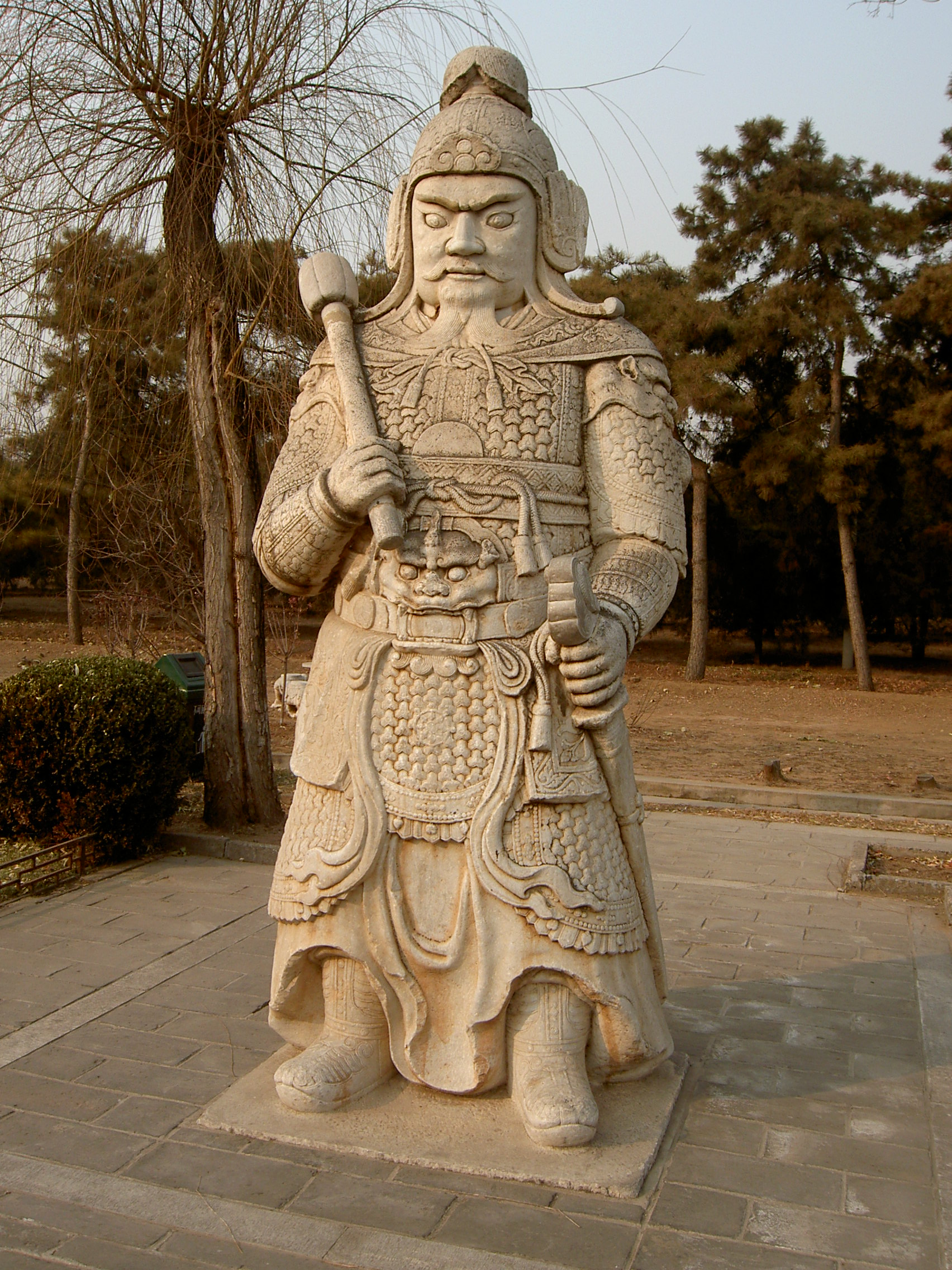
Estàtua de les tombes de la dinastia Ming
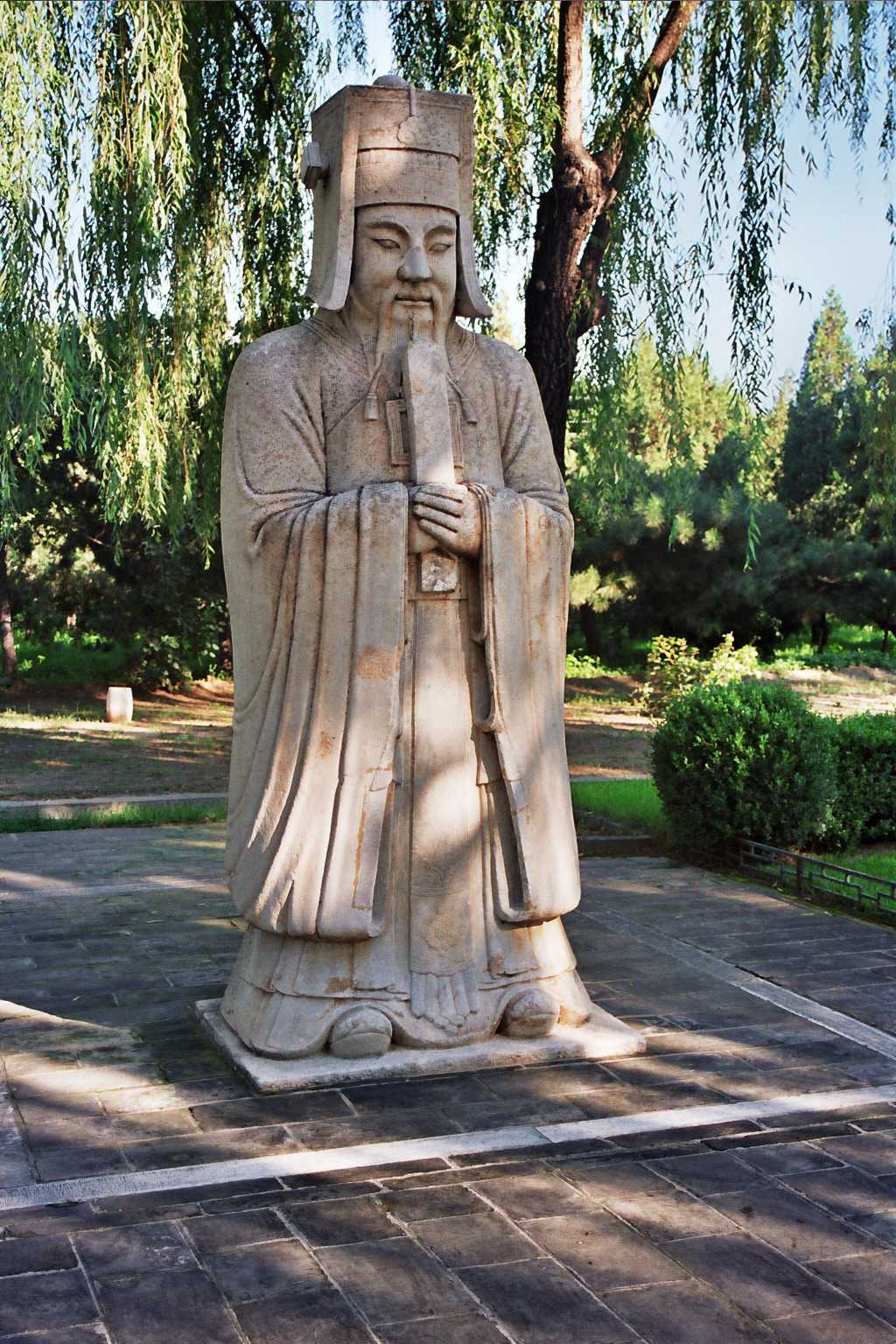
Estàtua al Camí Sagrat
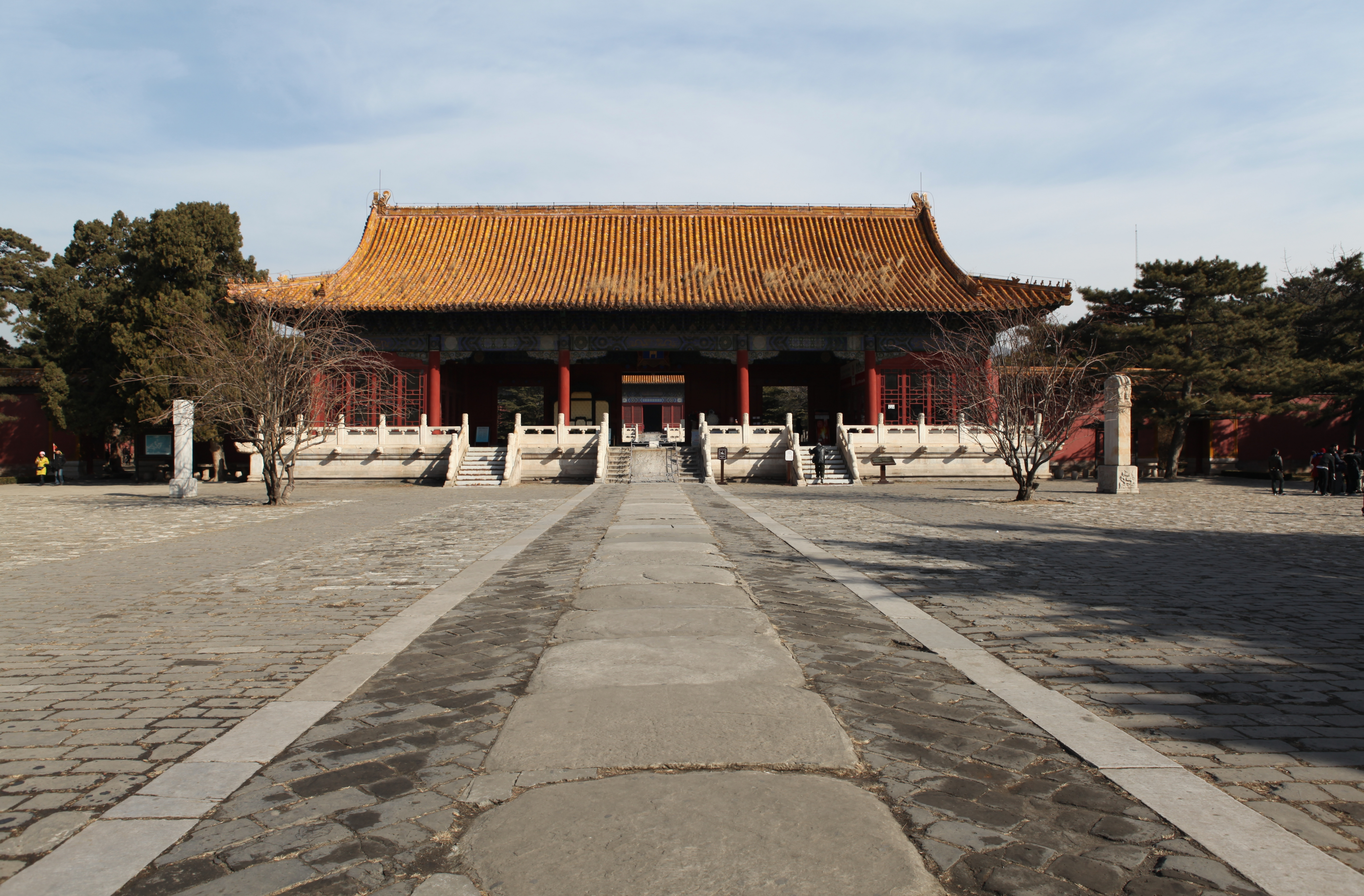
Porta Ling'en de la tomba Changling
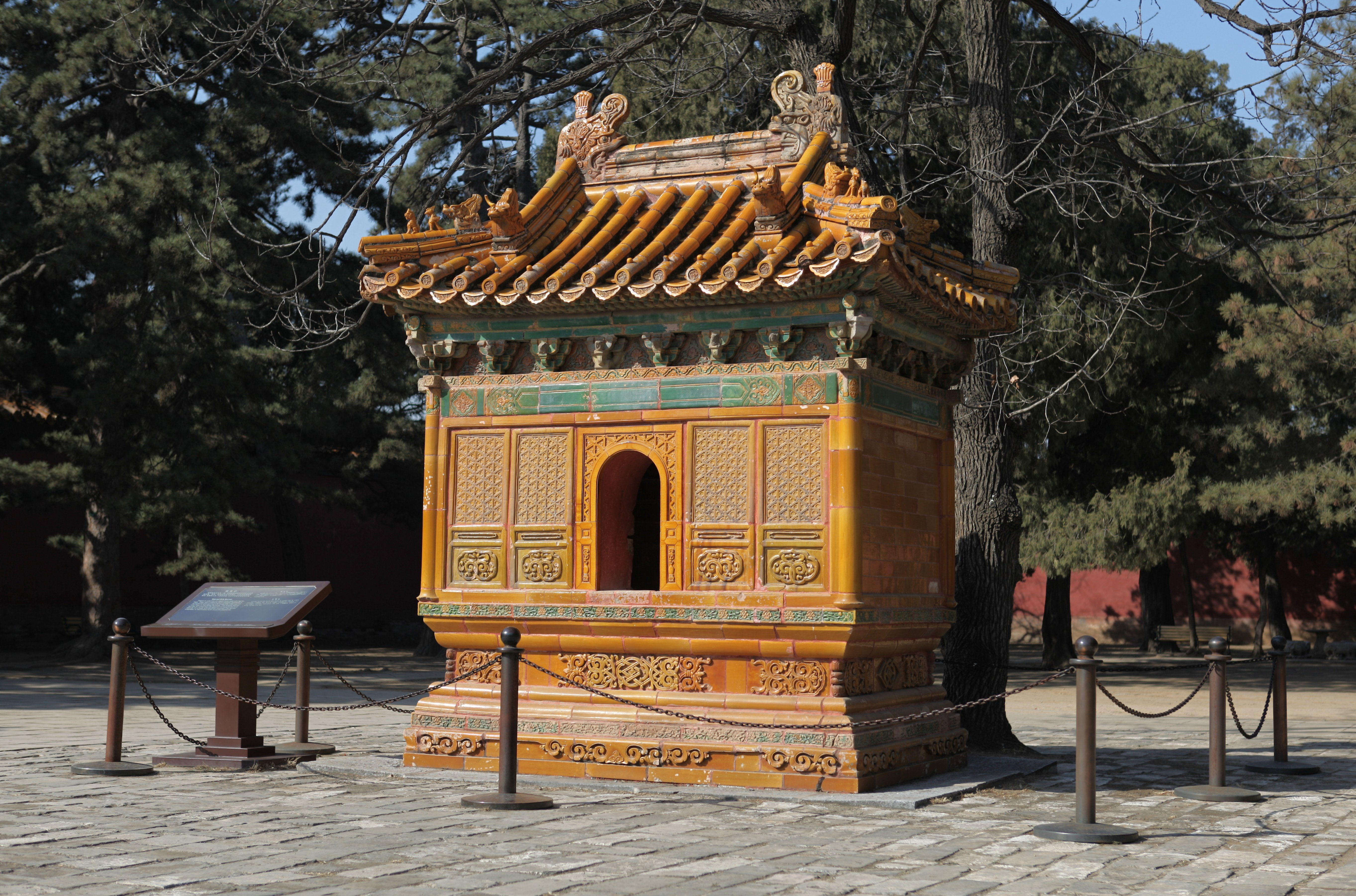
Camí de la tomba Changling